# Stoicyzm
Stoicyzm – szkoła filozoficzna, która powstała pod koniec IV wieku p.n.e. i przetrwała aż do zamknięcia wszystkich szkół filozoficznych przez cesarza Justyniana w 529 roku. Szkołę tę zapoczątkował w Atenach Zenon z Kition. Do ostatecznej formy doprowadził ją Chryzyp. Szkoła wywarła znaczny wpływ na rozwój chrześcijaństwa, w pewnym stopniu oddziaływała na myśl średniowieczną, odżyła w nowej formie w filozofii nowożytnej, np. u Justusa Lipsiusa, a współcześnie na fali odrodzenia zainteresowania etyką cnót dzięki m.in. pracy Lawrence C. Beckera. Modelem człowieka był mędrzec żyjący w zgodzie z naturą, kierujący się rozumem.
Stoicyzm stworzył kompletny system filozoficzny, który w teorii bytu był monistyczny, zasadniczo materialistyczny i deterministyczny, a w teorii poznania skłaniał się ku empiryzmowi, ale najbardziej jest znany ze swojej części etycznej. Etyka stoicka, która większości ludzi kojarzy się ze słowem „stoicyzm”, opiera się na zasadzie osiągania szczęścia przez wewnętrzną dyscyplinę moralną, sumienne spełnianie tych obowiązków, które spadają na nas naturalną koleją rzeczy, oraz odcięcie swoich emocji od zdarzeń zewnętrznych, czyli utrzymywanie stanu spokojnego szczęścia niezależnie od zewnętrznych warunków.
Nazwa tej szkoły pochodzi od greckiego słowa „stoa” oznaczającego zasadniczo portyk, czyli rodzaj publicznie dostępnego, krytego miejsca spacerów i spotkań. Pierwsi stoicy spotykali się i prowadzili dysputy w ateńskim budynku zwanym po grecku ἡ στοὰ ἡ ποικίλη (he stoa he poikile – „stoa kolorowa”), gdzie nauczał Zenon z Kition.
Stoicyzm był szczególnie popularny i niemal utożsamiany z całą filozofią jako taką w starożytnym Rzymie. Rzymscy filozofowie stoicy nie wnieśli jednak wiele nowego do systemu uformowanego przez Chryzypa.
Wśród starożytnych stoików, najbardziej współcześnie znanymi są Seneka, Epiktet i Marek Aureliusz.

## Filozofia stoicka
Stoicy używali wyraźnego rozgraniczenia trzech podstawowych działów filozofii – teorii poznania, którą nazywali logiką, teorii bytu, którą nazywali fizyką, i teorii moralności i życia, którą nazywali etyką (rozgraniczenie to miało być wprowadzone przez Ksenokratesa z Chalcedonu).

### Teoria bytu – materia, pneuma i toniczność
W teorii bytu stoicy byli materialistami, ale dość specyficznego rodzaju. Ich podstawową zasadą w tej dziedzinie było przyjmowanie, że wszystko, co istnieje, jest materią. Materia ta (jak i przestrzeń) – inaczej niż w poglądach Epikura – ma charakter ciągły i składa się z mieszaniny żywiołów.
Od Arystotelesa stoicy zapożyczyli koncepcję materii biernej i czynnej. Materią czynną nie była jednak u nich abstrakcyjna idea-forma, lecz pneuma. Pneuma to żywioł, który przenika każdy fragment materii, wprowadza ją w ruch i nadaje kształt. Ma ona charakter racjonalny – jest, jak mówili stoicy, tożsama z logosem, czyli świadomością, ale jest też jednocześnie materialna. Wyobrażali ją sobie jako rodzaj wiatru – „tchnienia”, skąd pochodzi jej nazwa.
Pneuma „gra” na materii biernej, napinając ją i wprowadzając ją w drgania „tonalne”, tak jak skrzypek, poruszając smyczkiem, wprowadza struny w drgania. Z ruchów „tonicznych” materii wynikają wszystkie prawa ruchu i przemian, które sterują losami świata. Pneuma nie ma charakteru osobowego, lecz jest tylko specjalnego rodzaju materialnym żywiołem, ma jednak wiele cech „boskich”, jak np. wszechwiedzę i omnipotencję. To ona „wie”, dokąd świat dąży, i kieruje wszystkim tak, aby ten cel osiągnąć. Jest siłą działającą celowo.
Dusza ludzka ma również charakter „pneumatyczny”. Pojedyncza dusza jest „napięciem” i ruchem człowieka, zarówno w sensie fizycznym, jak i psychicznym.
Dusza nie jest jednak wieczna. Na skutek śmierci pneuma zawarta w ciele człowieka „rozprasza się”, a jej fragmenty przenikają do innych fragmentów materii biernej.
O to, co jest celem ostatecznym świata, sprzeczali się poszczególni stoicy, zgadzali się jednak zawsze z tym, że celowi temu nie sposób się przeciwstawić, bo realizuje go wszechobecna pneuma. Stąd świat ma charakter dość ściśle deterministyczny. Niektóre fragmenty świata mogą chwilowo iść „pod prąd”, ale nie ma to wpływu na ogólne dzieje świata.

### Teoria poznania i logika stoicka
Stoicy nazwali logiką właściwie całą teorię poznania i teorię języka.
W logice stoicy zaadaptowali do swojego systemu dokonania Arystotelesa. Jak wykazały badania Jana Łukasiewicza, stoicy wprowadzając zmienne zdaniowe – pojęcie bardziej podstawowe niż sylogistyka Arystotelesa operująca zmiennymi nazwowymi, dali początek rachunkowi zdań, co dało podstawy i stanowiło zapoczątkowanie nowej dyscypliny nazywanej dziś logiką formalną.
Stoicy jako pierwsi zaczęli badać język naturalny (grekę i łacinę), tworząc podstawy tego, co współcześnie nazywamy gramatyką, etymologią i semantyką. Ich szczegółowe badania języka wynikały z faktu, że uważali oni język za jeden z najbardziej widomych dowodów na istnienie bezosobowego logosu – pneumy.
We właściwej teorii poznania stoicy przejęli schemat powstawania idei i funkcjonowania ludzkiego umysłu od Epikura, jednak adaptując go do materii.
Dla stoików idee były więc wtórnymi ruchami pneumy odbywającymi się w ludzkiej duszy, a nie bytami rzeczywistymi. Zmysły, na skutek kontaktu z materią zewnętrzną w stosunku do człowieka, odciskają na pneumie duszy pierwotne wrażenia, które następnie, już wewnątrz duszy, ulegają procesowi wzajemnych porównań i połączeń, co prowadzi do powstawania idei wtórnych i złożonych, które jednak jakościowo są zawsze tylko pochodną wrażeń zmysłowych. W umyśle zatem, wbrew Platonowi, nie ma żadnych idei wrodzonych.

### Etyka stoicka – cnota, natura i obowiązek
Etyka stoicka wywodzi się wprost z jej teorii bytu. Skoro światem „rządzi” pneuma, która jest wszechmocna i nieubłaganie dąży do swojego celu, nie ma sensu jej się przeciwstawiać. Przeciwstawianie się prawom natury jest możliwe na krótką metę, lecz nie jest w stanie zmienić ogólnego biegu wydarzeń. Przeciwstawianie się jednak ma zwykle opłakane skutki dla osoby, która chce płynąć „pod prąd”. Dlatego jedynym rozsądnym rozwiązaniem jest zaakceptowanie praw natury i przystosowanie się do nich.
Przystosowanie to jednak wymaga osiągnięcia stanu cnoty. Cnotę stoicy rozumieli totalnie. Było to dla nich pełne zrozumienie praw natury nie tylko na poziomie intelektualnym, ale przede wszystkim emocjonalnym. Cnota jest jedna, niepodzielna i nie ulega stopniowaniu. Albo ma się ją całą, albo nie ma się jej w ogóle. Kto raz osiągnął prawdziwą cnotę, był już „bezpieczny” w tym sensie, że nie groziła mu nigdy jej utrata.
Cnota stoicka jest równoważna dobru i szczęściu. Kto jest prawdziwie cnotliwy, staje się automatycznie dobry, a jego szczęście nie zależy od czynników zewnętrznych. Wszystko poza cnotą jest moralnie obojętne (adiafora) lub złe. Nie ma więc złych i dobrych zdarzeń – zarówno pożar domu, jak i wygranie na loterii są zdarzeniami naturalnymi, którym nie ma sensu przypisywać znaczenia moralnego. Prawdziwie cnotliwego człowieka pożar własnego domu nie powinien więc smucić, a wygrana na loterii cieszyć.
Cnota była zdaniem stoików naturalnym stanem człowieka, jednak w jej osiągnięciu przeszkadzały większości ludzi „złe popędy”. Popęd jest też naturalnym zjawiskiem duszy, ale staje się zły, kiedy wymyka się spod kontroli rozumu i zmusza do czynów sprzecznych z naturą. Zadaniem cnoty jest więc trzymanie na wodzy popędów i wygaszanie ich. Prawdziwie cnotliwy człowiek nie pragnie i nie lęka się niczego, co byłoby niezgodne z rozumem. Stoicy nazywali ten stan apateją, grecki termin pathe oznacza namiętność, Zenon z Kition definiuje pathe jako: „bezrozumne poruszenie duszy”. Koncepcja apatii nie oznacza jednak postulatu całkowitej obojętności czy nieczułości, zdaniem stoików mędrzec może odczuwać dobre lub rozumne uczucia (gr. eupatheiai). Za rozumne uznaje się tu te uczucia, które nie są skierowane na przedmioty niezależne od woli jednostki, ale związane są np. z własnym zachowaniem, charakterem czy cnotą.
Obojętność względem świata w duchu stoickim nie oznacza braku działania. Człowiek cnotliwy powinien płynąć z „prądem” przemian natury i robić to, co dyktuje mu cnotliwy rozum. Oznacza to więc w praktyce wypełnianie obowiązków wynikających z naturalnej kolei rzeczy (takich jak obowiązki rodzinne, zawodowe itp.), ale nie szukanie dodatkowych zajęć i podniet. Oznacza to też przyjmowanie dóbr zewnętrznych, które się naturalnie „zjawiają” (pensji za uczciwą pracę, spadku itp.), ale nie zdobywanie ich usilnie. I wreszcie oznacza to przyjmowanie naturalnie pojawiającej się władzy (np. przez dziedziczenie) i sumienne wypełnianie wynikających z tego obowiązków, ale nie wykorzystywanie władzy do swoich osobistych celów czy dążenie do niej za wszelką cenę.

### Natura jako norma
Koncepcja natury jako normy (secundum naturam vivere) zajmuje centralne miejsce w filozofii stoickiej, stanowiąc fundament jej systemu etycznego. Dla stoików, życie zgodne z naturą było nie tylko ideałem, ale przede wszystkim racjonalnym imperatywem, prowadzącym do osiągnięcia cnoty (aretē), a tym samym szczęścia (eudaimonia) i wewnętrznego spokoju (apatheia). Zrozumienie tej zasady wymaga jednak dogłębnej analizy stoickiej ontologii, czyli ich nauki o bycie i rzeczywistości. To właśnie specyficzne pojmowanie Natury jako wszechogarniającego, racjonalnego i boskiego porządku (Logosu) determinowało sposób, w jaki stoicy postrzegali miejsce człowieka we wszechświecie i wyznaczali mu moralne dyrektywy.

#### Stoickie rozumienie Natury
Dla stoików Natura (Physis) nie była jedynie biernym zbiorem zjawisk przyrodniczych, lecz jednorodną, aktywną i boską siłą, utożsamianą z Logosem — boskim Rozumem, który jest zarówno zasadą porządkującą kosmos, jak i immanentnym Bogiem.. Logos ten nie jest bytem transcendentnym, lecz materialnym, subtelną, ognistą pneumą, która przenika i kształtuje całą materię, nadając jej formę, ruch i życie. Tatarkiewicz precyzuje: „Forma była dla stoików materią, ale bardziej subtelną od zwykłej; wyobrażali ją sobie na podobieństwo ognia i powietrza, coś jak ciepłe powietrze, jak tchnienie, i nazywali ją „pneuma”, czyli tchnienie. Ona przenika całą bierną materię [...], a przenikając kształtuje ją”. Pneuma, w zależności od stopnia swojego „napięcia” (tonos), manifestuje się na różnych poziomach organizacji materii: jako spójność (hexis) w ciałach nieożywionych, jako natura (physis) w roślinach, dusza (psychē) w zwierzętach, a wreszcie jako rozum (logos) w człowieku i w Bogu-Naturze.
Tak rozumiana Natura jest jednocześnie Opatrznością (Pronoia) i Przeznaczeniem (Heimarmene lub Fatum). Wszystko, co się wydarza, jest częścią doskonałego planu Logosu i dzieje się z konieczności, która jest zarazem racjonalna i dobra. Akceptacja tego faktu była kluczowym elementem stoickiej etyki. Świat jest uporządkowanym kosmosem, harmonijnym organizmem, w którym wszystkie części są ze sobą powiązane na zasadzie „sympatii” — współodczuwania. W niektórych interpretacjach stoicyzmu pojawiała się także koncepcja wiecznego powrotu (palingenesia), cyklicznego odradzania się świata po jego okresowym zniszczeniu w kosmicznym pożarze (ekpyrōsis), co dodatkowo podkreślało cykliczny i zdeterminowany charakter rzeczywistości. Ontologiczne przekonanie o racjonalności i celowości Natury stanowiło zatem podstawę dla jej normatywnego charakteru w etyce.

#### Człowiek jako część Natury
Człowiek w ujęciu stoickim nie jest bytem odizolowanym, lecz integralną częścią Natury-Wszechświata, mikrokosmosem odzwierciedlającym porządek makrokosmosu. Jego wyróżnikiem jest posiadanie rozumu (logos), który jest cząstką boskiego Logosu przenikającego wszechświat. Jak pisał Marek Aureliusz: „Wszystko jest nawzajem powiązane, a węzeł to święty. A zgoła nic nie ma, co by nawzajem było sobie obce. Ułożone to bowiem zostało we wspólny ład i współtworzy porządek w porządku tego samego świata.”.
Kluczowym pojęciem dla zrozumienia relacji człowieka z naturą i innymi ludźmi jest oikeiosis (οἰκείωσις), termin tłumaczony jako „przyswajanie”, „afinacja” lub „afinność”. Oikeiosis oznacza naturalną skłonność każdej istoty żywej do samozachowania i dbałości o własną konstytucję. U człowieka, wraz z rozwojem rozumu, skłonność ta rozszerza się od miłości własnej, poprzez miłość do potomstwa i rodziny, aż po życzliwość wobec całej ludzkości, która jest wspólnotą istot rozumnych. Seneka w Listach moralnych do Lucyliusza podkreślał: „Wszystko to, co widzisz i w czym zawiera się całokształt rzeczy boskich i ludzkich, tworzy jedność; jesteśmy członkami wielkiego ciała. Natura wydała nas na świat jako spokrewnionych ze sobą, skoro zrodziła nas z tych samych przyczyn i dla tych samych celów. Ona wszczepiła w nas wzajemną miłość i uczyniła nas towarzyskimi.”. Rozum ludzki, będąc cząstką Logosu, umożliwia człowiekowi rozpoznanie tego naturalnego pokrewieństwa i zrozumienie swojego miejsca w kosmicznym porządku.
Marek Aureliusz wielokrotnie w Rozmyślaniach podkreślał, że człowiek powinien żyć zgodnie z własną, rozumną naturą, którą nazywał wewnętrznym demonem (daimonion) lub hegemonikonem (ἡγεμονικόν). Pisał on: „Pilnie bacz na to, czego wymaga twa natura od ciebie, o ile pozostajesz tylko pod władzą natury. Następnie wypełniaj to i czyń, o ile nie stanie się gorszą twa natura jako żyjącej istoty.”. Ta natura nie jest jednak wyłącznie indywidualna; jest ona zawsze częścią Natury wszechświata.

#### „Żyć zgodnie z naturą” jako imperatyw etyczny
Centralnym hasłem etyki stoickiej jest „żyć zgodnie z naturą” (secundum naturam vivere). Oznacza to życie zgodne z rozumem, zarówno indywidualnym, ludzkim, jak i kosmicznym, boskim Logosem. Ponieważ Natura jest doskonała i racjonalna, życie w harmonii z nią jest jedyną drogą do osiągnięcia cnoty, która dla stoików była jedynym prawdziwym dobrem. Wszystkie inne rzeczy, takie jak zdrowie, bogactwo, sława, a nawet życie i śmierć, uważane były za moralnie obojętne (adiafora, ἀδιάφορα). Nie są one ani dobre, ani złe same w sobie, a ich wartość zależy od tego, czy są używane zgodnie z cnotą. Seneka wyraził to następująco: „Nic nie jest dobre, jeśli nie jest zarazem cnotliwe. Co zaś jest cnotliwe, jest w każdym razie dobre.”.
Cnota jest doskonałością rozumu i przejawia się w czterech głównych formach: mądrości (sophia lub phronesis), sprawiedliwości (dikaiosynē), męstwie (andreia) i umiarkowaniu (sōphrosynē). Są one ze sobą nierozerwalnie związane — posiadanie jednej implikuje posiadanie wszystkich pozostałych (doktryna jedności cnót). Życie cnotliwe, czyli zgodne z naturą i rozumem, prowadzi do apathei (ἀπάθεια) — stanu beznamiętności, wolności od irracjonalnych afektów (takich jak strach, pożądanie, smutek, przyjemność zmysłowa), które są wynikiem błędnych sądów o tym, co jest dobre, a co złe. Apatheia nie oznacza jednak całkowitej obojętności czy braku uczuć. Stoicy rozróżniali „dobre, racjonalne uczucia” zwane eupatheiai (εὐπάθειαι), takie jak radość (z cnoty), ostrożność (racjonalna obawa przed złem moralnym) i życzliwa wola (racjonalne pragnienie dobra dla innych), które są naturalnym stanem mędrca.
Rozum odgrywa kluczową rolę, pozwalając człowiekowi odróżnić to, co jest w jego mocy (sądy, dążenia), od tego, co od niego nie zależy (ciało, opinia innych, zdarzenia zewnętrzne). Zastosowanie tej fundamentalnej dla stoicyzmu rzymskiego dychotomii jest warunkiem koniecznym do życia w zgodzie z naturą. Akceptacja tego, czego nie możemy zmienić, jako części zdeterminowanego przez Opatrzność porządku Natury, oraz skupienie się na doskonaleniu własnego charakteru i sądów, to esencja stoickiego imperatywu etycznego. Jak pisał Marek Aureliusz: „Na wszystko godzę się, co jest zgodne z tobą, o wszechświecie. Nic mi nie jest za wczesne, nic za późne, co tobie w porę. Wszystko mi jest owocem, co przynoszą twe pory, o naturo! Z ciebie wszystko, w tobie wszystko, w ciebie wszystko.”.

#### Interpretacje i wyzwania
Koncepcja życia zgodnego z naturą, mimo swej pozornej prostoty, niosła ze sobą szereg wyzwań interpretacyjnych. Jednym z najtrudniejszych problemów była kwestia pogodzenia stoickiego determinizmu z wolnością woli i odpowiedzialnością moralną człowieka. Chryzyp godził wolność z Przeznaczeniem (heimarmene), argumentując, że choć los jest nieuchronny, to nasze działania są z nim „współprzeznaczone”. Nasze sądy i charakter stanowią „główną przyczynę” czynów, podczas gdy czynniki zewnętrzne są jedynie „pomocniczą”. W ten sposób akceptacja losu nie oznacza biernej rezygnacji, lecz świadome współdziałanie, gdyż Przeznaczenie uwzględnia naszą wolę w łańcuchu przyczyn. Akceptacja losu nie oznaczała więc biernej rezygnacji, lecz świadome i rozumne współdziałanie z nim.
Różnice w interpretacji zasady życia zgodnego z naturą można zaobserwować u poszczególnych stoików. Wczesna Stoa (Zenon, Kleantes, Chryzyp) kładła większy nacisk na zgodność z uniwersalnym Prawem Naturalnym i Logosem kosmicznym. Późniejsi stoicy rzymscy, tacy jak Seneka, Epiktet i Marek Aureliusz, choć wierni podstawowym założeniom, częściej akcentowali praktyczne aspekty życia rozumnego, wewnętrzną wolność osiąganą przez kontrolę sądów i akceptację tego, co nieuniknione. W stoicyzmie rzymskim kluczowa stała się dychotomia kontroli, najwyraźniej sformułowana przez Epikteta: w naszej mocy są wyłącznie sądy i dążenia, podczas gdy wszystko inne (ciało, mienie, opinia) jest od nas niezależne. Zasadę tę stosował w praktyce Marek Aureliusz, koncentrując się na właściwym „użyciu wyobrażeń” i akceptacji obojętnych zdarzeń zewnętrznych. Marek Aureliusz w Rozmyślaniach przedstawia osobiste zmagania z wdrażaniem tych zasad w codzienne życie, podkreślając konieczność życia w zgodzie z własnym wewnętrznym „demonem” (rozumem) oraz z Naturą kosmiczną, co przejawia się w działaniu dla dobra wspólnoty i obiektywności sądów.

#### Porównanie z innymi koncepcjami natury
Stoicka koncepcja natury jako normy etycznej różniła się od ujęć innych szkół filozoficznych, w tym perypatetyckiej (arystotelesowskiej). Arystoteles również odwoływał się do natury, jednak jego perspektywa, oparta na obserwacji „naturalnych popędów do działania”, postrzegała ją raczej jako wewnętrzną zasadę rozwoju, właściwą dla danego gatunku i prowadzącą do doskonałości w ramach jego formy. Choć obie szkoły łączyło podkreślanie roli rozumu, dla stoików Natura była jednorodną, aktywną i boską siłą (Logosem) przenikającą cały wszechświat i stanowiącą uniwersalne prawo.
Z kolei epikurejczycy, jak Lukrecjusz w poemacie O naturze wszechrzeczy, również uznawali zrozumienie natury za kluczowe dla osiągnięcia szczęścia (ataraksji — spokoju duszy). Jednak ich wizja natury była diametralnie odmienna: materialistyczna, mechanistyczna, oparta na atomach i próżni, pozbawiona immanentnego celu czy boskiej Opatrzności. Zrozumienie tej mechanistycznej natury miało uwolnić człowieka od lęku przed bogami i śmiercią, a norma etyczna polegała na dążeniu do przyjemności (rozumianej głównie jako brak bólu i niepokoju) oraz unikaniu cierpienia. Dla stoików natura była racjonalnym, celowym porządkiem, który należało rozpoznać i zaakceptować; dla epikurejczyków była zbiorem ślepych sił, których zrozumienie pozwalało na roztropne kierowanie własnym życiem w celu maksymalizacji przyjemności i minimalizacji bólu. Lukrecjusz wyraża to w słowach: „Nie można lęku duszy i ciemnej bytu zagadki / Promieniem słońca rozjaśnić, ni dziennym blaskiem gładkim. / Jeden jest tylko sposób: natury poznać prawa.”.

## Przedstawiciele szkoły i ich dzieła

### Wczesny stoicyzm – stara szkoła
- Zenon z Kition (ur. ok. 333/332, zm. 262 p.n.e., twórca stoicyzmu)
- Rozwój i systematyzacja starej szkoły
  - Ariston z Chios (dysydencki uczeń Zenona)
  - Apollofanes (uczeń Aristona)
  - Herillos z Kartaginy (naśladowca Aristona)
  - Perseusz z Kition (zm. ok. 244 p.n.e.), najsławniejszy uczeń Zenona
  - Kleantes z Assos (w 262 objął po Zenonie kierownictwo Portyku, zm. między 233 a 231 p.n.e.)
  - Chryzyp z Soloj (ur. między 281 a 277, zm. 208/204 p.n.e.), uważany za drugiego założyciela stoicyzmu
  - Zenon z Tarsu (uczeń Chryzypa i jego następca)
  - Diogenes z Babilonu (następca Zenona z Tarsu)
  - Antypater z Tarsu (popełnił samobójstwo przed 129 p.n.e.)
  - Apollodoros z Seleucji (uczeń Diogenesa z Babilonu)
  - Archedemos z Tarsu (założył swoją szkołę w Babilonie)
  - Boetos z Sydonu
  - Bazylides (druga poł. II w. p.n.e.)
  - Eudromos
  - Krinis

### Mediostoicyzm – średnia szkoła
- Panajtios z Rodos (ur. ok. 185 p.n.e.), główna postać nurtu
- Gaius Blossius (uczeń Antypatra z Tarsu, doradca Tyberiusza Grakchusa, zm. ok. 130 p.n.e.)
- Hekaton z Rodos (uczeń Panaitiosa)
- Mnezarchos z Aten (uczeń Panaitiosa)
- Dardanos z Aten (uczeń Panaitiosa)
- Stratokles z Rodos (uczeń Panaitiosa)
- Antypater z Tyru (uczeń Stratoklesa)
- Apollonios z Tyru
- Posejdonios z Rodos (ur. pomiędzy 140 a 130 p.n.e. -zm. ok. 51 p.n.e.), główna postać nurtu
- Fajnias (uczeń Posejdoniosa)
- Jazon z Nyssy (wnuk Posejdoniosa, objął kierownictwo szkoły po jego śmierci)
- Asklepiodotos

### Późny stoicyzm
- Lucjusz Anneusz Kornutus (I w. p.n.e.)
  - Zarys teologii greckiej
- Seneka Młodszy (I w. p.n.e. – I w n.e.)
  - Dialogorum libri (zbiór pism filozoficznych i moralnych)
  - Listy moralne do Lucyliusza (zbiór 124 listów)
- Chajremon z Aleksandrii (I w. n.e., od 49 r. n.e. nauczyciel młodego Nerona)
- Muzoniusz Rufus (ur. ok. 30 n.e.)
  - Diatryby
- Epiktet (ur. 50 – 60 n.e., filozof niewolnik)
  - Diatryby (zachowały się 4 księgi)
  - Encheiridion („Podręcznik”)
- Marek Aureliusz (ur. 121 n.e., zm. 180 n.e., cesarz filozof)
  - Rozmyślania
- Juniusz Rustyk (ur. ok. 100 n.e, zm. ok. 170 n.e., filozof, polityk rzymski)
- Hierokles (fl. II w. n.e.)

## Neostoicyzm
Renesans przyniósł odrodzenie zainteresowania stoicyzmem. Petrarka cenił wysoko pisma Seneki i Cycerona z zakresu filozofii moralnej. Pisma Cycerona stały się również dla renesansowych humanistów wzorem retoryki (cyceronianizm). W XVI w. powstał nurt filozoficzny nazwany neostoicyzmem, którego głównym przedstawicielem był Flamand Justus Lipsius. Lipsius i inni neostoicy starali się pogodzić doktrynę stoicką z chrześcijaństwem.

## Stoicyzm współczesny
Stoicyzm współczesny uformował się na fali wzrostu zainteresowania etyką cnót w II połowie XX wieku, w szczególności w obszarze języka angielskiego. Jedną z pierwszych prac definiujących kluczowe założenia współczesnego stoicyzmu była książka A New Stoicism Lawrence C. Beckera z 1997. Jak to ujął Becker, „interesujące byłoby wyobrazić sobie jak wyglądałyby losy stoicyzmu gdyby rozwijał się nieprzerwanie przez dwadzieścia trzy wieki, gdyby stoicy musieli skonfrontować się z Baconem, i Kartezjuszem, Newtonem i Lockiem, Hobbesem i Benthamem, Hume’em i Kantem, Darwinem i Marksem”. W formie popularnej liczny zbiór społeczności o zasięgu globalnym, w szczególności online, skupionych na samorozwoju w oparciu o stoickie dziedzictwo.